# Košarovce
Košarovce est un village de Slovaquie situé dans la région de Prešov.

## Histoire
Première mention écrite du village en 1408.

## Démographie

### Évolution de la population
| Année:               | 1994. | 2004.   | 2014.   | 2024.   |
| -------------------- | ----- | ------- | ------- | ------- |
| Nombre de personnes: | 586   | 613     | 633     | 581     |
| Différence:          |       | +4,60 % | +3,26 % | -8,21 % |

| Année:               | 2023. | 2024.   |
| -------------------- | ----- | ------- |
| Nombre de personnes: | 584   | 581     |
| Différence:          |       | -0,51 % |